# Desa Sidayu (administrativ by i Indonesien, lat -7,60, long 109,52)
Desa Sidayu är en administrativ by i Indonesien.   Den ligger i provinsen Jawa Tengah, i den västra delen av landet, 300 km sydost om huvudstaden Jakarta.